# Brachymeria minuta
Brachymeria minuta (лат.) — вид мелких хальциноидных наездников рода Brachymeria из семейства Chalcididae. Евразия.

## Распространение
Палеарктика и Ориентальная область. Европа. Кавказ. Средняя Азия. Сибирь. В России от Москвы до Владивостока.

## Описание
Относительно крупные и среднего размера перепончатокрылые хальциды, длина от 3 до 7 мм. Основная окраска чёрная (глаза серовато-жёлтые, тегулы беловато-жёлтые, ноги чёрные с жёлтоватыми отметинами). Задние бёдра в 1,6 раза длиннее своей ширины и с 13 зубцами по внешнему вентральному краю. Задние голени чёрные с коричневыми и жёлтыми отметинами на вершинах. Усики 13-члениковые. Лапки 5-члениковые. Грудь выпуклая. Задние бёдра утолщённые и вздутые.
Паразитируют на куколках двукрылых (Diptera) из семейств Sarcophagidae, Tachinidae и Calliphoridae, а также на куколках бабочек (Lepidoptera) из семейств Arctiidae, Gelechiidae, Hesperiidae, Lasiocampidae, Lymantriidae, Noctuidae, Pieridae, Tortricidae, Yponomeutidae). Вид был впервые описан в 1767 году шведским натуралистом Карлом Линнеем по материалам из Южной Европы под первоначальным названием Vespa minuta Linnaeus, 1767.